# Provincia de Koshi (Japón)
La provincia de Koshi (越国 Koshi no Kuni?) era una provincia antigua o región de Japón en lo que hoy es la región de Hokuriku. La región en su conjunto se refiere a veces como Esshū (越州?) (越州?) ().
Koshi aparece como una de las provincias originales en el Nihon Shoki. En 598 dC, los residentes de Koshi presentaron un venado blanco a la emperatriz Suiko como tributo.
A finales del siglo VII, Koshi se dividió en tres provincias separadas: Echizen, Etchū, y Echigo (como se menciona en el Código de Taihō). Los nombres de estas provincias significan Koshi Citerior (Echizen), Koshi Medio (Etchu) y Koshi Ulterior (Echigo), respectivamente, que indican sus posiciones relativas con respecto a la región capital (Kinki) en el momento en que se promulgó el sistema Ritsuryō. Más tarde, partes de Echizen se separaron en las provincias de Noto y Kaga